# Jordi Robirosa i Dejean
Jordi Robirosa i Dejean (Barcelona, 14 de maig de 1958) és un periodista i locutor esportiu que treballà a Televisió de Catalunya durant 40 anys. Ha retransmès fins a 35 esports diferents tot i que s'especialitzà en bàsquet. Ha realitzat més de 3.000 retransmissions de partits.

## Trajectòria
Mentre estudiava Periodisme, Història Antiga i Arqueologia, col·laborà al diari La Hoja del Lunes. Quan aquest va desaparèixer, treballà al Dicen... fins que aquest també tancà. El 1985 entrà a treballar a la Televisió de Catalunya (TVC) i des d'aleshores és la veu del bàsquet de la cadena. Va començar fent un petit seguiment de l'NBA al programa Tot l'esport. El novembre de 1989 va anar per primera vegada a realitzar reportatges de bàsquet als Estats Units d'Amèrica. Va conduir el programa Basquetmania, dirigí el programa NBA.cat (antigament, NBA Total) i feu transmissions dels partits de l'ACB, del bàsquet femení i de l'Eurolliga de bàsquet juntament amb Nacho Solozábal.
El 2009 va publicar el llibre A prop de les estrelles de l'NBA a Sant Cugat del Vallès, on resideix actualment, en el qual explica les experiències que ha viscut durant les dècades en què ha cobert l'NBA per a TVC. Dos anys més tard, va publicar Basquetmania, on relata les seves vivències en el bàsquet català i europeu. L'any 2017 va publicar el quart llibre, conjuntament amb Manuel Moreno, Dream Team. El equipo que cambió la historia, que detalla la creació i trajectòria del millor equip de bàsquet del moment.
El novembre de 2023 fou designat membre del consell assessor de la Corporació Catalana de Mitjans Audiovisuals pel Parlament de Catalunya, a proposta conjunta de PSC, ERC, Junts i En Comú Podem.